# Euthrix
Euthrix är ett släkte av fjärilar som beskrevs av Johann Wilhelm Meigen 1830. Euthrix ingår i familjen ädelspinnare.

## Bildgalleri

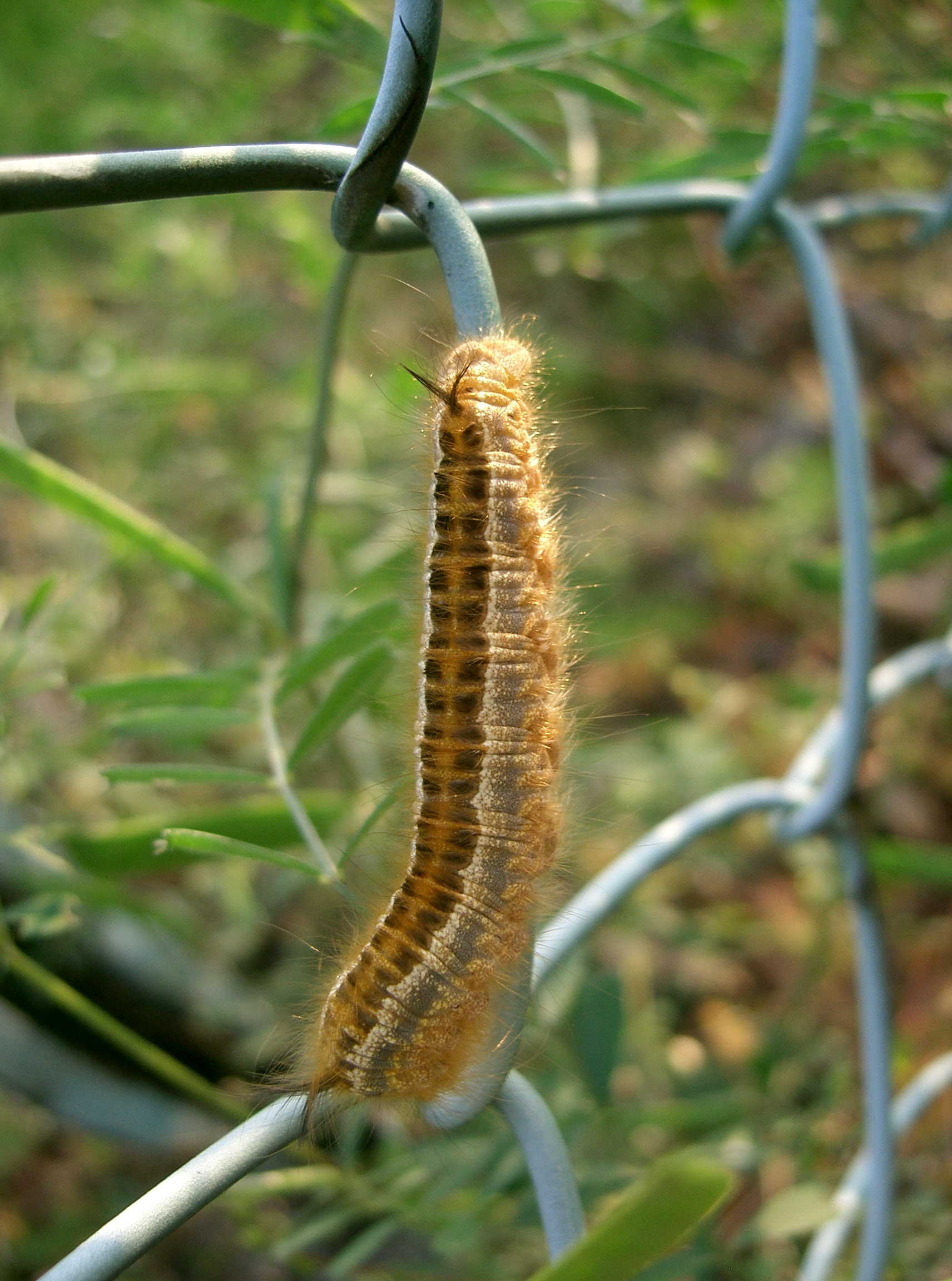
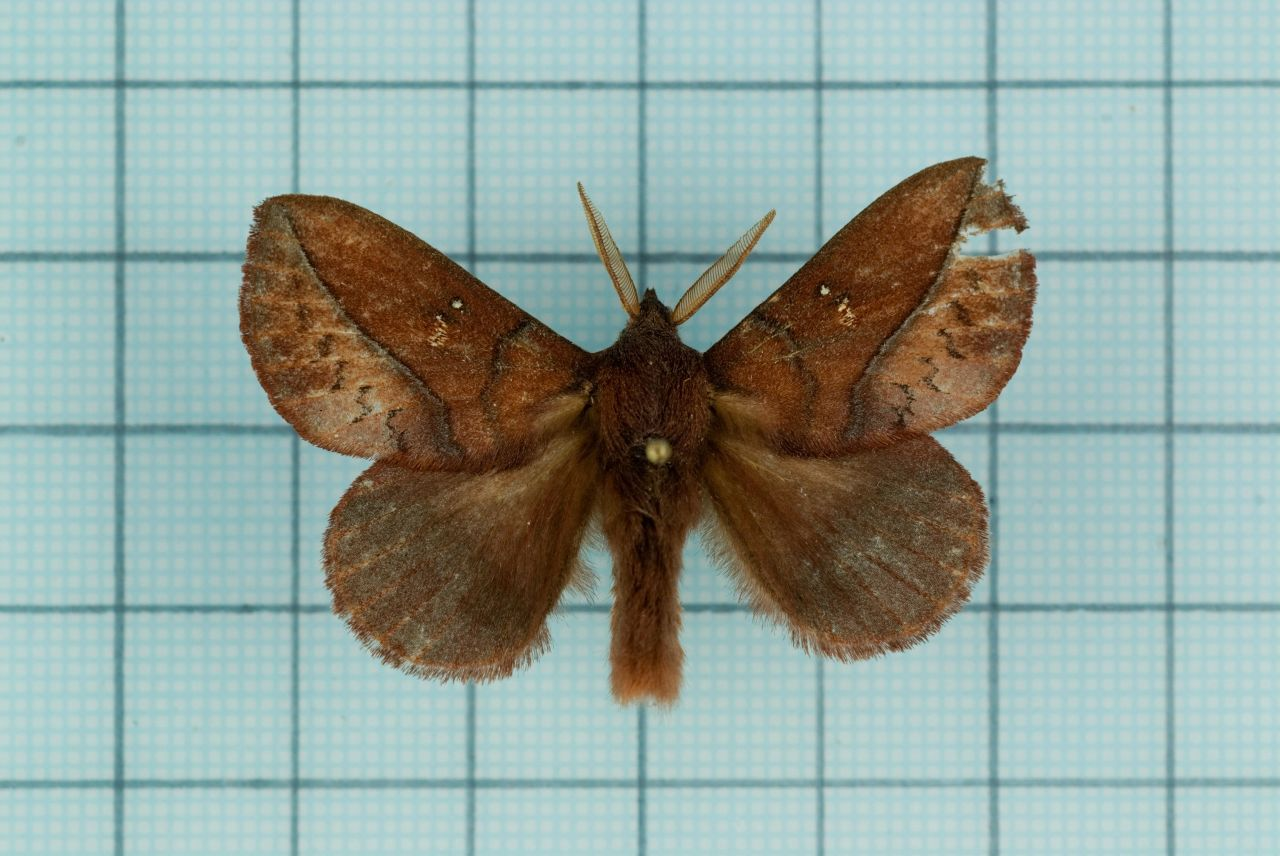
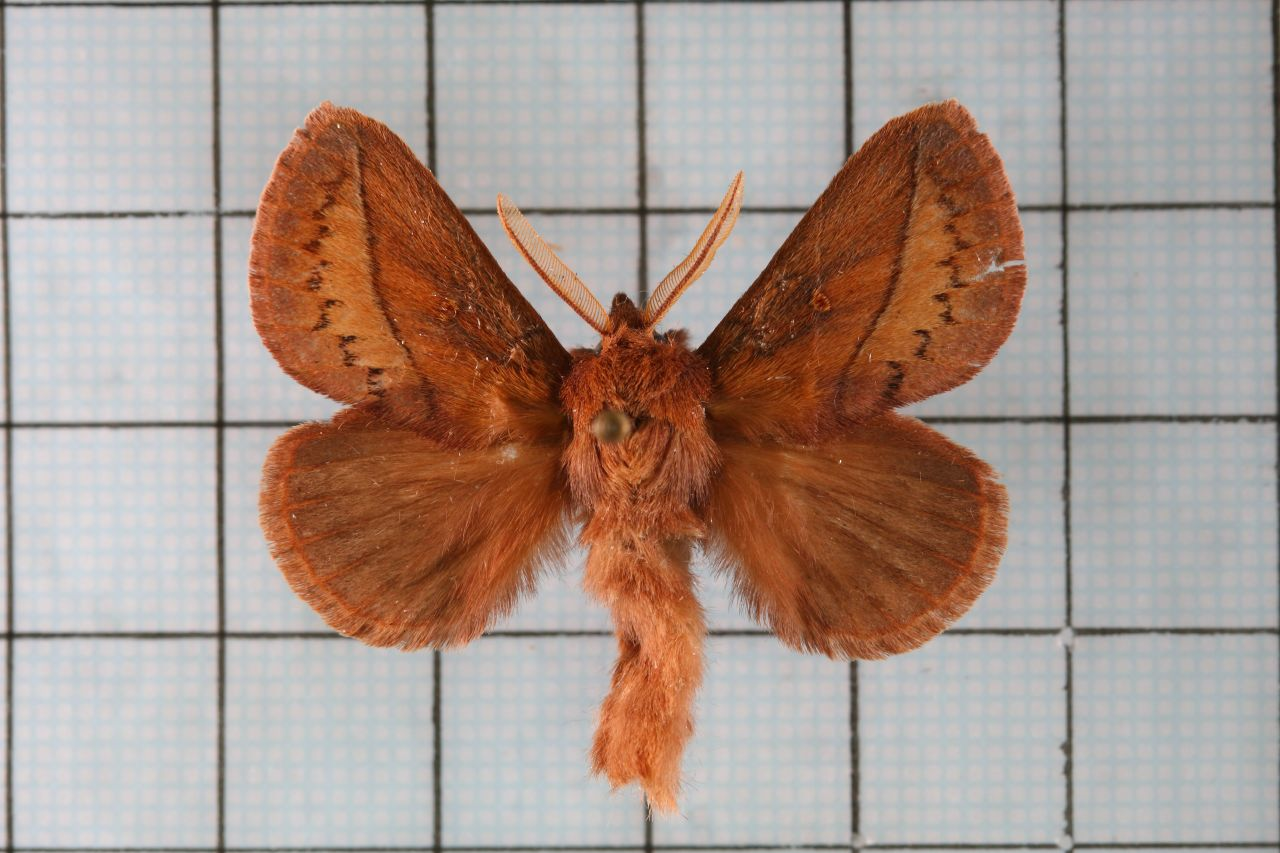
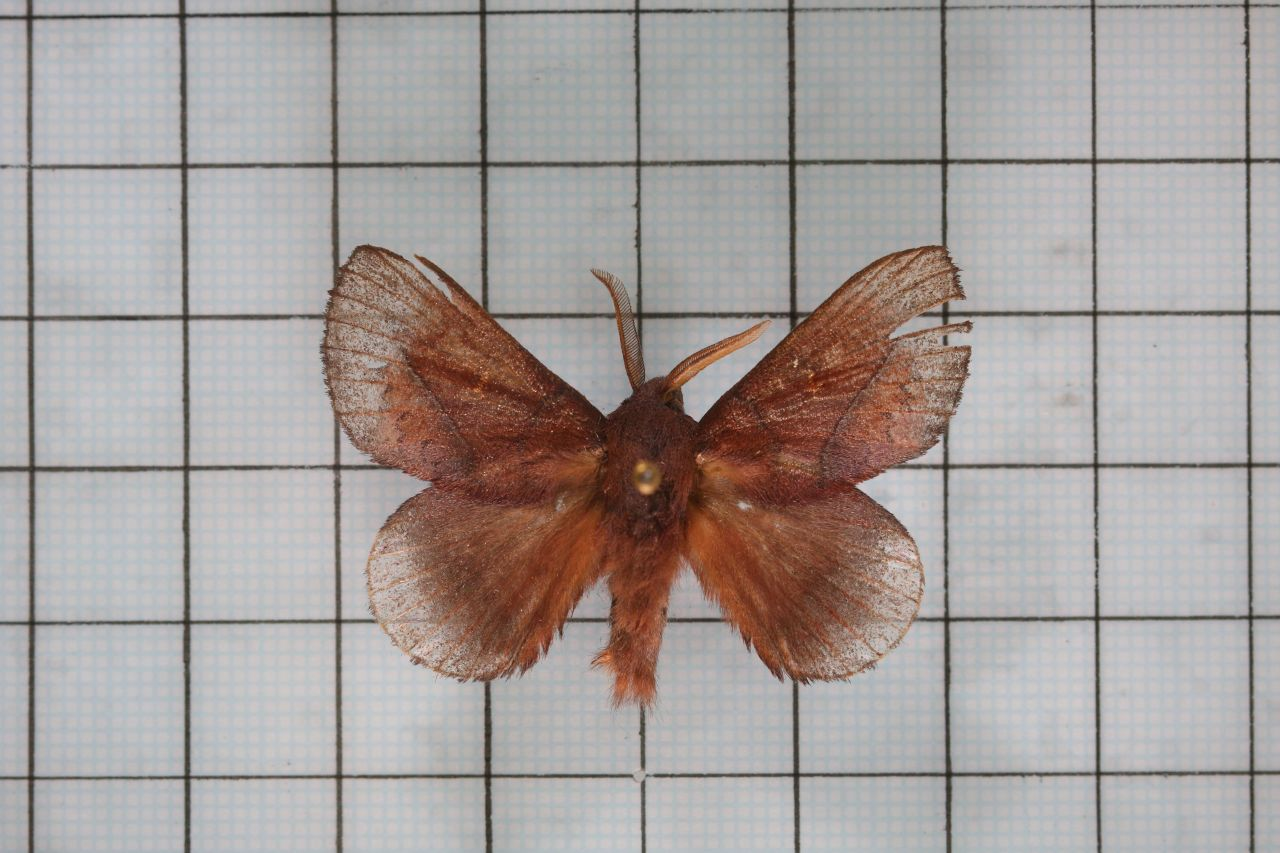
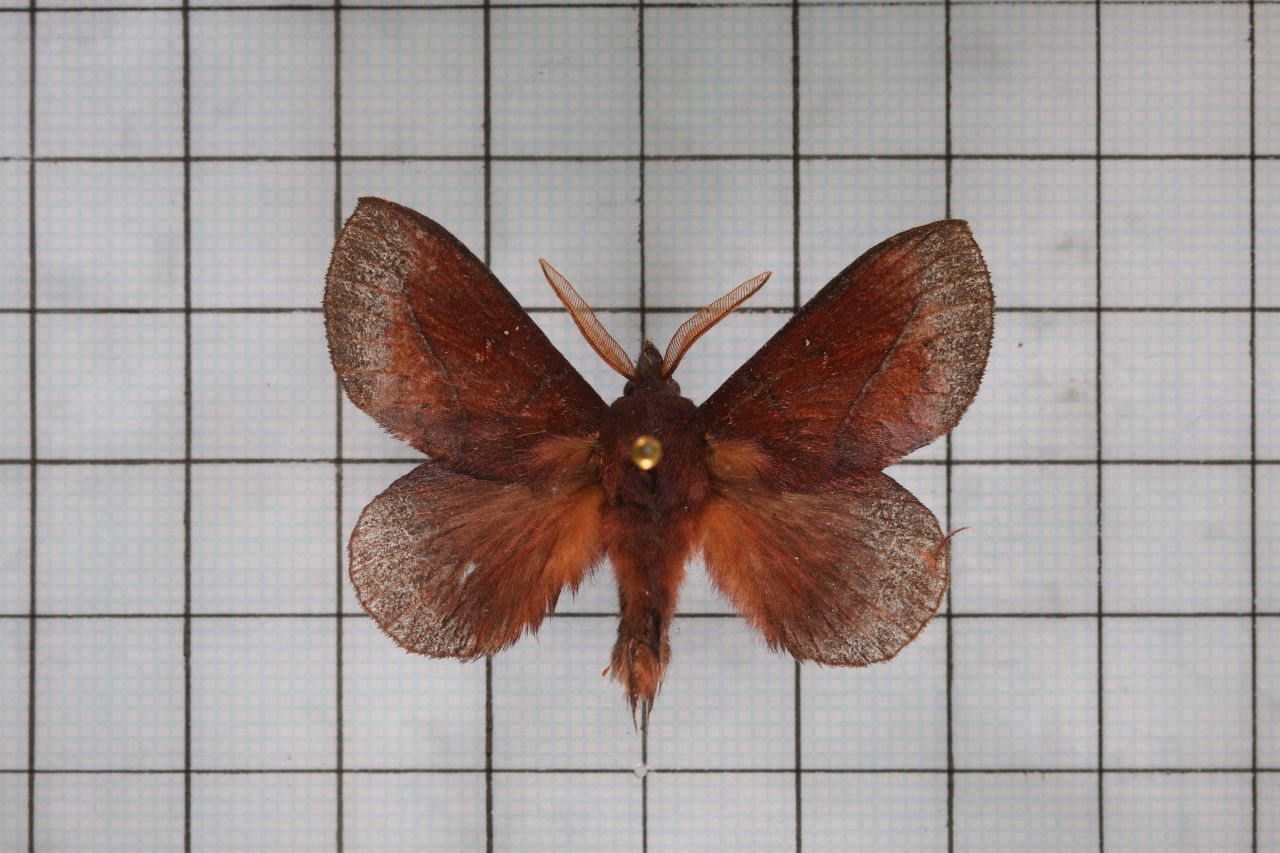
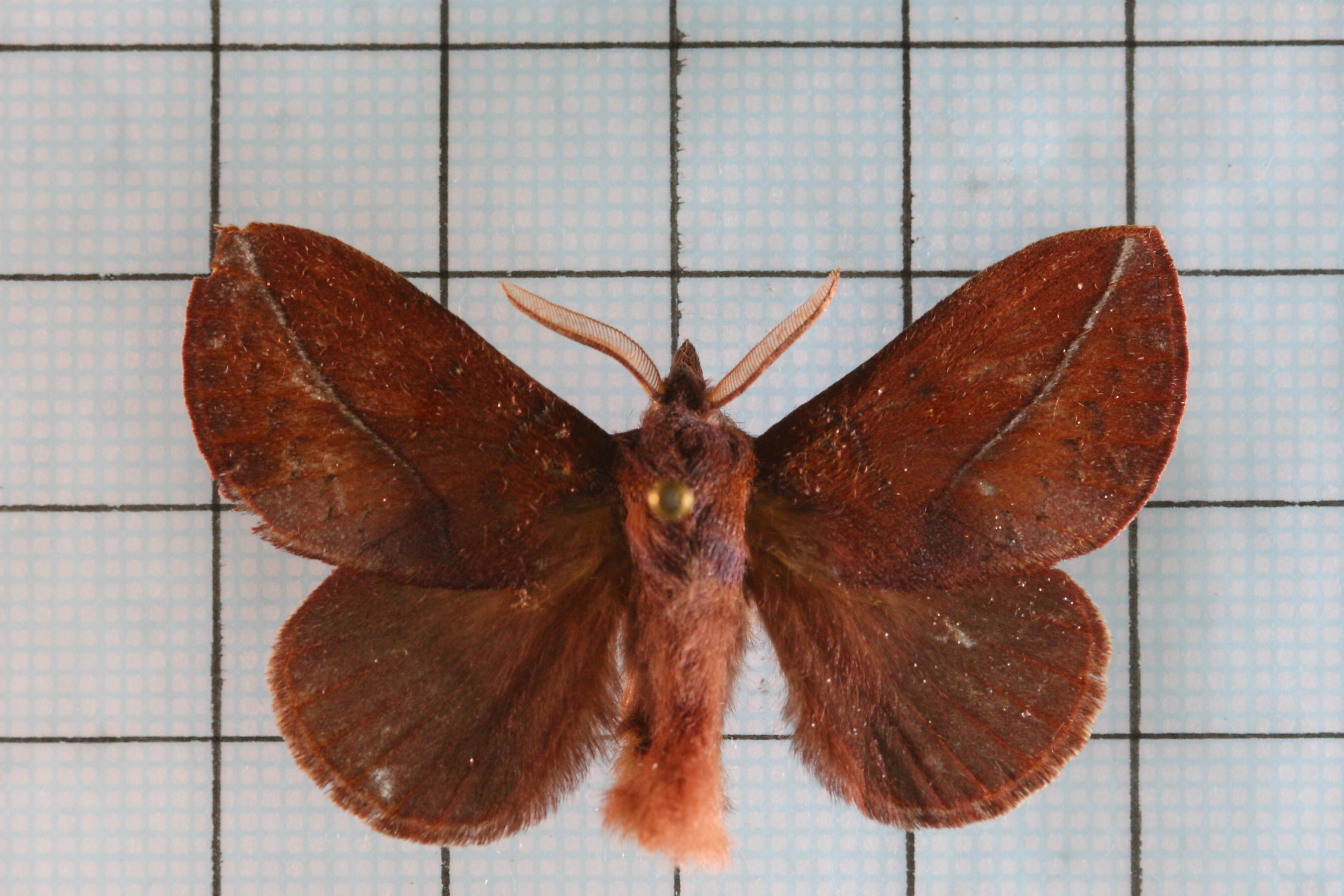

## Dottertaxa tillEuthrix, i alfabetisk ordning[1][2]
- Euthrix agenjoi
- Euthrix alba
- Euthrix albomaculata
- Euthrix askoldensis
- Euthrix atrinerva
- Euthrix aurantior
- Euthrix austrina
- Euthrix bergmanni
- Euthrix berolinensis
- Euthrix bicolor
- Euthrix brunnea
- Euthrix castanea
- Euthrix chinensis
- Euthrix consimilis
- Euthrix crucistrigata
- Euthrix decisa
- Euthrix decolor
- Euthrix diminuta
- Euthrix diversifasciata
- Euthrix divisa
- Euthrix extrema
- Euthrix feminalis
- Euthrix formosana
- Euthrix fossa
- Euthrix hani
- Euthrix imitatrix
- Euthrix improvisa
- Euthrix inobtrusa
- Euthrix intermedia
- Euthrix inversa
- Euthrix isocyma
- Euthrix japonica
- Euthrix laeta
- Euthrix lilacina
- Euthrix lutescens
- Euthrix marginalis
- Euthrix midas
- Euthrix mikado
- Euthrix nigrescens
- Euthrix nigropuncta
- Euthrix obscura
- Euthrix obsoleta
- Euthrix obsoleta-berolinensis
- Euthrix obsoleta-extrema
- Euthrix obsoleta-lutescens
- Euthrix obsoleta-potatoria
- Euthrix occidentalis
- Euthrix ochreipuncta
- Euthrix orientalis
- Euthrix pallida
- Euthrix pallidochrea
- Euthrix potatoria
- Euthrix proxima
- Euthrix purpurascens
- Euthrix pyriformis
- Euthrix rosea
- Euthrix sondensis
- Euthrix sordidula
- Euthrix suffusa
- Euthrix sulphurea
- Euthrix tamahonis
- Euthrix tangi
- Euthrix tonkinensis
- Euthrix transitoria
- Euthrix tsini
- Euthrix uniformis
- Euthrix unimacula
- Euthrix variegata